# Čilov
Čilov (aze. Çilov adası, također se piše Zhiloy i Jiloi) je azerbajdžanski otok u Kaspijskom jezeru. Nalazi se uz obalu poluotoka Apšeron, 55 km istočno od Bakua.

## Geografija
Otok Čilov nalazi se 25 km od istočnog kraja Apšeronskog poluotoka u Kaspijskom jezeru, 100 km od Bakua. Administrativno, otok Čilov pripada okrugu Hazar u Bakuu.
Otok je dug 10 km, a ima nepravilan oblik s različitim rtovima i uvalama. Najviša mu je visina 8 metara. Njegova površina je oko 6 km2.

### Okoliš
Otok je dio Abšeronskog arhipelaga Važnog područja za ptice (IBA), koje je BirdLife International označio kao takvo jer podržava značajne populacije zimujućeg žutokljunog labuda, glavate patke, krunate patke, ćubastog gnjurca i liske, kao i gnjezdećih pontskih galebova.

## Povijest
Ležišta nafte i plina otkrio je u blizini otoka Čilov ruski kontraadmiral grof Marko Vojnović dok je vodio ekspediciju na Kaspijsko more 1781.
Godine 1944. pri Azerbajdžanskoj akademiji znanosti osnovana je geološka ekspedicija. Ova je ekspedicija započela geološka istraživanja na otoku Čilov. Tu je prvu naftnu bušotinu izbušio Agagurban Alijev.
Pedesetih godina prošlog stoljeća na otoku je bila stacionirana vojna jedinica protuzračne obrane SSSR-a, koja je organizirala protuzračnu obranu Bakua s istočnog dijela. U tu svrhu na otoku je raspoređen protuzračni raketni sustav C75.
Godine 1992.-1993. ruske trupe potpuno su povučene s otoka.

## Vanjske poveznice
|  | Zajednički poslužitelj ima još gradiva o temi Čilov |

- Projekt bioraznolikosti Kaspijskog mora
- Izvješća o vremenu za Čilov